# Narrative Medizin
Als Narrative Medizin („erzählende Medizin“; von lateinisch narrare „erzählen“; englisch narrative medicine (NM) oder narrative based medicine (NBM)) bezeichnet man einen methodischen Ansatz der Medizin, der sich mit der Bedeutung von individuellen Erfahrungsberichten wie Erzählungen und Geschichten Betroffener für die Patient-Arzt-Beziehung befasst.

## Theoretischer Rahmen
Narrative Medizin geht, ebenso wie die Narrative Psychologie, davon aus, dass Menschen ihrem Leben Sinn und Bedeutung verleihen, indem sie Erlebnisse in Form von Geschichten und Erzählungen wiedergeben.
Einzelne Lebensereignisse werden so nicht – etwa wie von selbst – miteinander verbunden betrachtet: Verbindungen und Plausibilität werden vielmehr erst im Prozess der Narrativierung vom Subjekt geschaffen. Erzählungen sind sodann nicht das Ergebnis einer wie auch immer gearteten Vergangenheit, sondern der Versuch des Erzählers, aus der Perspektive des hier und jetzt eine – für den Zuhörer und sich selbst – kohärente Geschichte zu formulieren. Erzählt wird dabei in drei Formen der Zeit: Das jeweilige Ereignis stammt aus der Vergangenheit, es wird mit aktuellen Zuständen der Gegenwart verknüpft und in einer Antizipation zur Zukunft gesehen.
Der Begriff narrativ existiert in der deutschen Sprache laut Duden nur in adjektivischer Form; er wird im Fachjargon manchmal aber auch substantivisch im Sinne von Narrativ = Erfahrungsbericht verwendet. So definiert die Leitlinie evidenzbasierte Gesundheitsinformation Narrative von Patienten wie folgt: Narrative geben individuelle Erfahrungen mit Krankheit, Gesundheit oder Pflegebedürftigkeit wieder. Es können kurze Zitate oder längere Berichte zu einzelnen oder mehreren Aspekten einer Erkrankung sein. Oft enthalten Narrative implizit oder explizit Schilderungen von Verhaltensweisen, Bewältigungsstrategien oder Entscheidungsprozessen. In erster oder dritter Person verfasst, folgen sie oft einer Handlung, enthalten konkrete Beispiele, Details und Charaktere. Sie werden als eine Komponente in Gesundheitsinformationen verstanden. Je nach Medium können sie schriftlich, als Video oder als Audioaufzeichnung vorliegen.

## Herausbildung
Erzählungen haben eine wichtige Rolle in der Medizin; schon immer erzählte man sich Geschichten von Krankheit, Heilung und Tod, von Patienten, und über Erfahrungen in der Begegnung mit ihnen. Das Ansehen dieser Geschichten in der Medizin hat sich über die Zeit jedoch gewandelt. Noch in den späten 1990er-Jahren wurde beklagt, dass Patientenerzählungen über einen langen Zeitraum unterdrückt worden seien. Das hat sich in jüngster Zeit wieder geändert. War in der Moderne die Erzählung des Arztes in Form eines objektiven, wissenschaftlichen Berichts dominant im medizinischen Narrativ, kommt nun zunehmend auch die Geschichte von Patienten zum Zuge; Erzählungen gelten verstärkt als nützliche Ressource, um die Bedeutung von Krankheit und Kranksein für Patienten zu verstehen.
Der Begriff Narrative Medizin wurde explizit in Abgrenzung und Ergänzung zur evidenzbasierten Medizin geprägt, unter anderem maßgeblich von Trisha Greenhalgh, die ihre Monographie zur Narrative based Medicine kurz nach ihrem Buch zur evidenzbasierten Medizin veröffentlichte. Neuerdings bemüht man sich zunehmend, Narrative Medizin und Evidenzbasierte Medizin als komplementär zu verstehen.

## Praxis der Narrativen Medizin
Es existieren verschiedene Formen von Erfahrungsberichten / Erzählungen in der Medizin: Patientengeschichten, Arztgeschichten und Erzählungen von Begegnungen zwischen Arzt und Patient.
Patientengeschichten geben (insbesondere auch dem Arzt) Einblick in die Innensicht von Krankheit: sie verdeutlichen den biographischen und sozialen Kontext von Kranksein, z. B. auch die Besorgnisse des Betroffenen. In die mit dem Arzt eingegangene Patient-Arzt-Beziehung bringen Patienten mit Hilfe von Geschichten ihre ganz individuellen Annahmen, Vorstellungen und Deutungen von ihrem Kranksein ein. Patientengeschichten wird – auch außerhalb der Patient-Arzt-Beziehung, zum Beispiel in der Selbsthilfe – therapeutische Wirkung zugesprochen, da sie dem Betroffenen bei der Verarbeitung seines Gesundheitsproblems helfen können. Krankheitserzählungen entstehen in großer Zahl außerhalb der Medizin – in Form von Erlebnisberichten, z. B. in den Chat-Rooms des Internets.
Schriftliche Berichte über Begegnungen zwischen Arzt und Patient werden als wichtiges Hilfsmittel im Rahmen der medizinischen Ausbildung und Praxis zum Erlernen und Vertiefen der Selbstreflexion über den Umgang mit dem Patienten angesehen.

## Limitierung/Risiken
Patientengeschichten sind so einzigartig wie ihre Autoren. Im Gegensatz zu verlässlichen wissenschaftlichen Studien zur Wirksamkeit oder Unwirksamkeit medizinischer Maßnahmen lassen sie sich nicht verallgemeinern. Ana Luisa Rocha Mallet bemerkt sehr richtig in ihrem Aufsatz Narrative Medicine: Beyond the Single Story: Single stories create stereotypes. Dieses Risiko gilt es immer zu bedenken: wir können nicht die Erfahrung eines Individuums verallgemeinern. Was bei Maria wirksam war (z. B. Globuli), verhinderte bei Agnes die Genesung, weil auf die eigentlich wirksame Therapie verzichtet wurde.
Patientengeschichten können bei der Krankheitsbewältigung helfen, indem sie anderen Betroffenen Zugang zu persönlichen Erlebnissen ermöglichen. Aber aus persönlichen Schicksalen lassen sich keine Aussagen zur Wirksamkeit medizinischer Maßnahmen ableiten.
Außerdem ist das Missbrauchsrisiko von Patientengeschichten nicht zu unterschätzen. Patientengeschichten werden von der Gesundheitswirtschaft gerne als Werbeträger genutzt, nicht selten in Form von Schleichwerbung. Gegen diese Vorgehensweise richten sich unter anderem die Ausführungen des deutschen Heilmittelwerbegesetzes, wonach außerhalb der Fachkreise für Arzneimittel, Verfahren, Behandlungen, Gegenstände oder andere Mittel nicht geworben werden darf ... mit der Wiedergabe von Krankengeschichten sowie mit Hinweisen darauf, wenn diese in missbräuchlicher, abstoßender oder irreführender Weise erfolgt oder durch eine ausführliche Beschreibung oder Darstellung zu einer falschen Selbstdiagnose verleiten kann (§ 11 Heilmittelwerbegesetz). Darüber hinaus ist als Information getarnte Werbung nach dem deutschen Gesetz gegen den unlauteren Wettbewerb grundsätzlich verboten.

## Qualitätskriterien für Patientengeschichten und Erfahrungsberichte
Damit Erfahrungsberichte über Krankheit und Gesundheitsversorgung verlässlich sind, sollten sie definierte Anforderungen an ihre Informationsqualität erfüllen, wie dies auch für medizinische Handlungsempfehlungen und Gesundheitsinformationen gefordert wird. Qualitätsmerkmale für die Erstellung, Bearbeitung, Auswertung und Publikation von vertrauenswürdigen, das heißt von kommerziellen und ideologischen Interessen unabhängige Patientengeschichten und Erfahrungsberichte wurden durch das Deutsche Netzwerk Gesundheitskompetenz in der „Guten Praxis Erfahrungsberichte“ zusammengestellt.